# Crypsirina
Crypsirina és un gènere d'ocells de la família dels còrvids (Corvidae).

## Taxonomia
Segons la Classificació del Congrés Ornitològic Internacional (versió 14.2, 2024), aquest gènere està format per dues espècies:
- Crypsirina temia - garsa arbòria bronzada.
- Crypsirina cucullata - garsa arbòria encaputxada.